# Vaejovidae
Vaejovidae é uma família de escorpiões, da ordem Arachnida.

## Gêneros
| Franckeus Soleglad & Fet, 2005      |
| Gertschius Graham & Soleglad, 2007  |
| Paravaejovis Williams, 1980         |
| Parauroctonus Werner, 1934          |
| Pseudouroctonus Stahnke, 1974       |
| Serradigitus Stahnke, 1974          |
| Smeringurus Haradon, 1983           |
| Stahnkeus Soleglad & Fet, 2006      |
| Syntrops Kraepelin, 1900            |
| Uroctonites Williams & Savary, 1991 |
| Vaejovis C. L. Koch, 1836           |
| Vejovoidus Stahnke, 1974            |